# Leonardo Burián
Leonardo Fabián Burián Castro (Melo, 21 gennaio 1984) è un calciatore uruguaiano, portiere del Cooper.

## Palmarès

### Club

#### Competizioni nazionali
- Campionato uruguaiano: 4

Nacional: 2005, 2008-2009, 2010-2011, 2011-2012